# 烏克蘭巴洛克

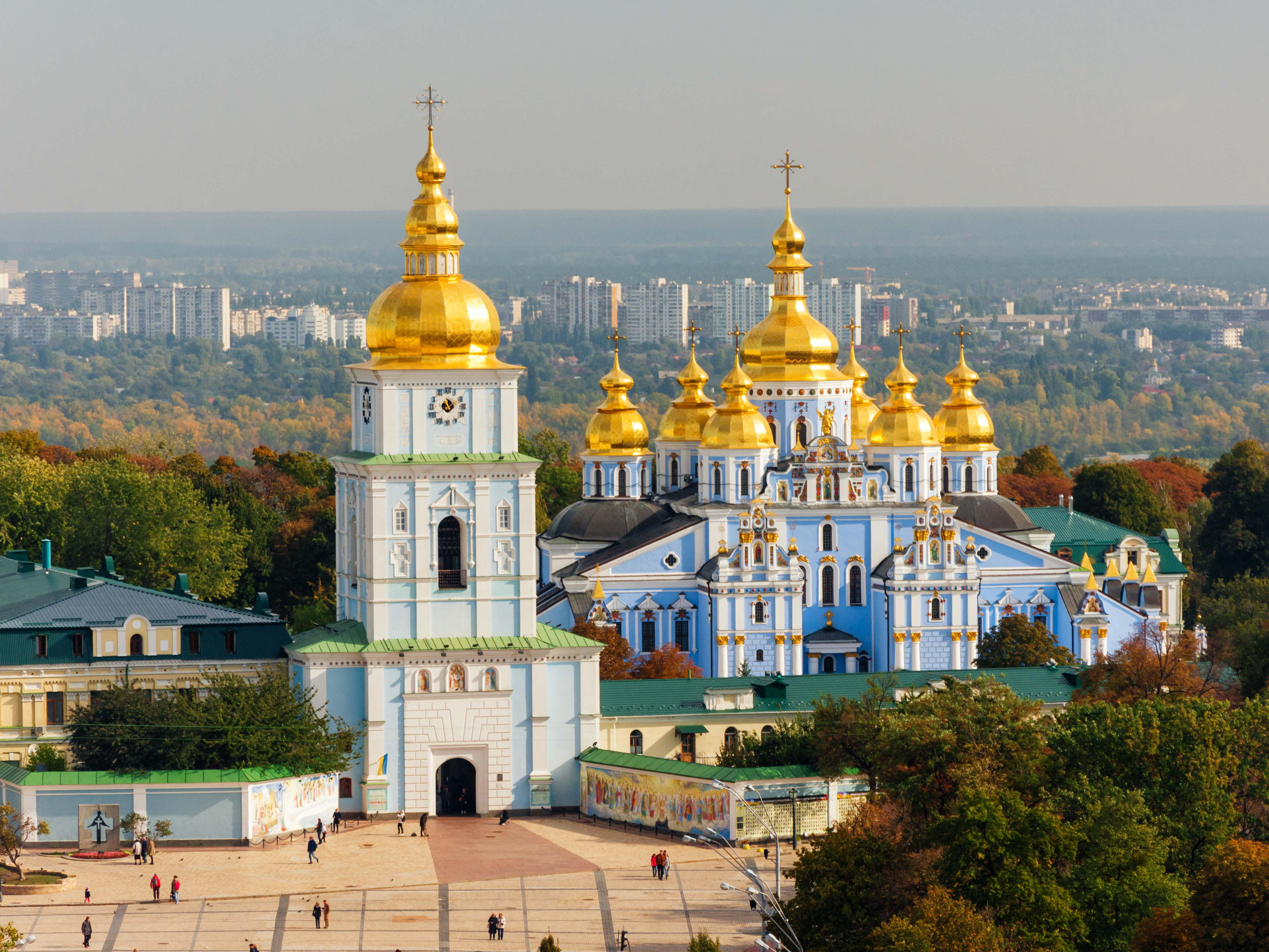
位於基輔的圣米迦勒金顶修道院是烏克蘭巴洛克建築最典型的例子之一。

烏克蘭巴洛克，或稱哥薩克巴洛克或馬澤帕巴洛克，是17世紀和18世紀期間，在烏克蘭土地上普遍存在的一種建築風格。是當地建築傳統和歐洲巴洛克風格相結合的結果。

## 歷史
由於西歐的影響，從16世紀後期開始，現代烏克蘭的土地則受到世俗化的巴洛克藝術和建築形式的影響，儘管這在莫斯科的影響仍然很大程度上為未知的。.根據歷史學家塞爾希·普洛希的說法，1633年至1647年的基輔都主教佩卓·莫希拉在發展這種風格方面發揮至關重要的作用，也是他改革了烏克蘭東正教教會和使教會適應改革和反宗教改革挑戰的一部分。
烏克蘭巴洛克在盖特曼與伊万·马泽帕時代達到頂峰，1687年到1708年。馬澤帕巴洛克是西歐巴洛克建築形式和烏克蘭國家巴洛克建築傳統的原始體。

## 特徵

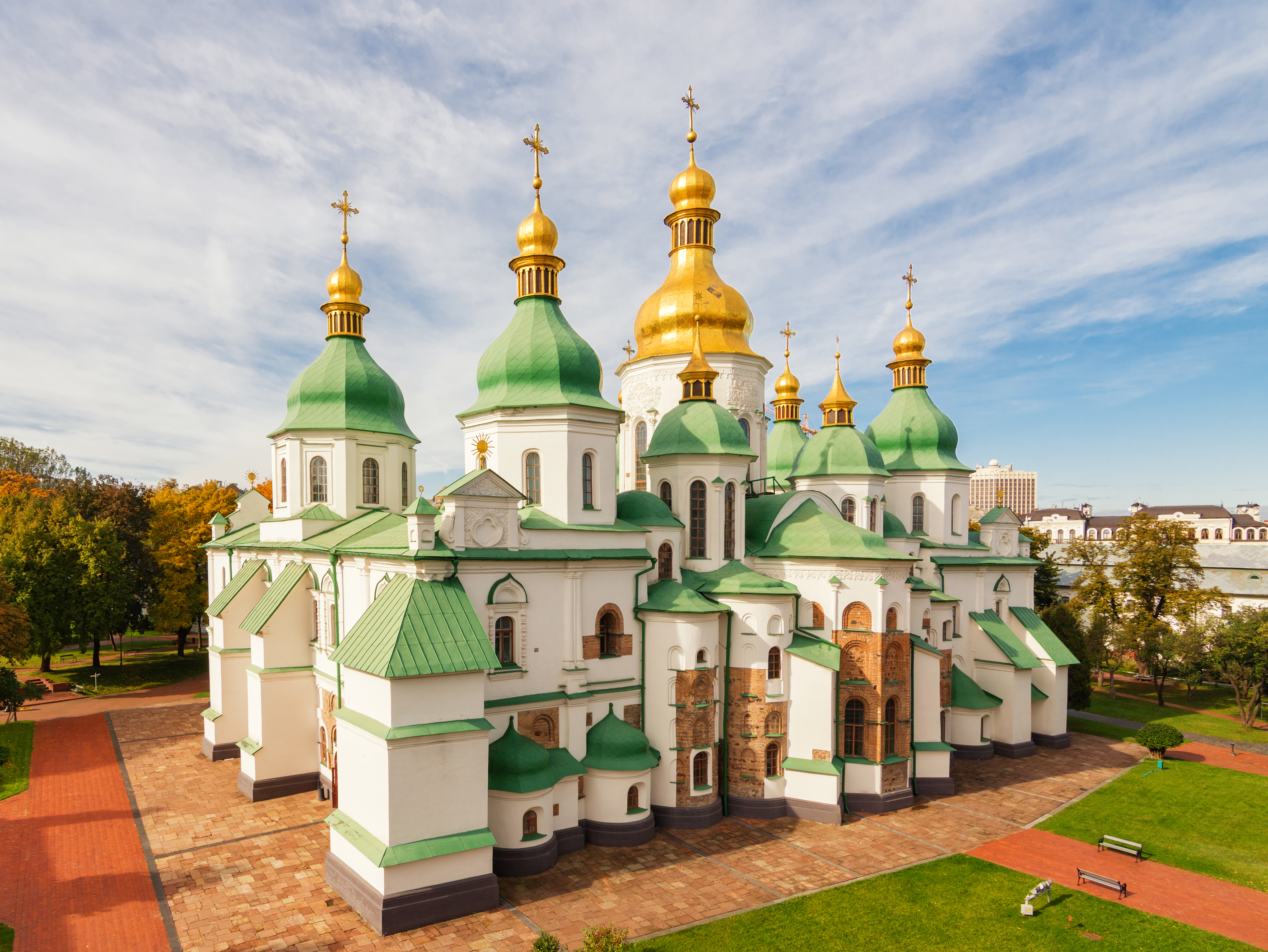
聖索菲亞大教堂，基輔

烏克蘭巴洛克與西歐巴洛克的不同之處，在於其建築物的裝飾更加溫和，形式更加精簡，因此被認為更具建構主義。許多烏克蘭巴洛克式建築在當代幾乎被保存下來，包括基輔洞窟修道院的幾座建築和基輔的韋多比奇修道院。歷史學家安德魯·威爾遜則將基輔佩喬爾斯克修道院內的諸聖堂、聖母升天大教堂和三一門教堂，以及圣米迦勒金顶修道院和切爾尼戈夫的凱瑟琳教堂確定為該風格的典範。
除了基輔之外，切尔尼戈夫等地區的建築物也曾經歷了巴洛克風格的重大改變。最為知名的風格例子是蘇博蒂夫的以利亚教堂，赫梅利尼茨基起義時，博赫丹·赫梅利尼茨基在死後則葬於此地。

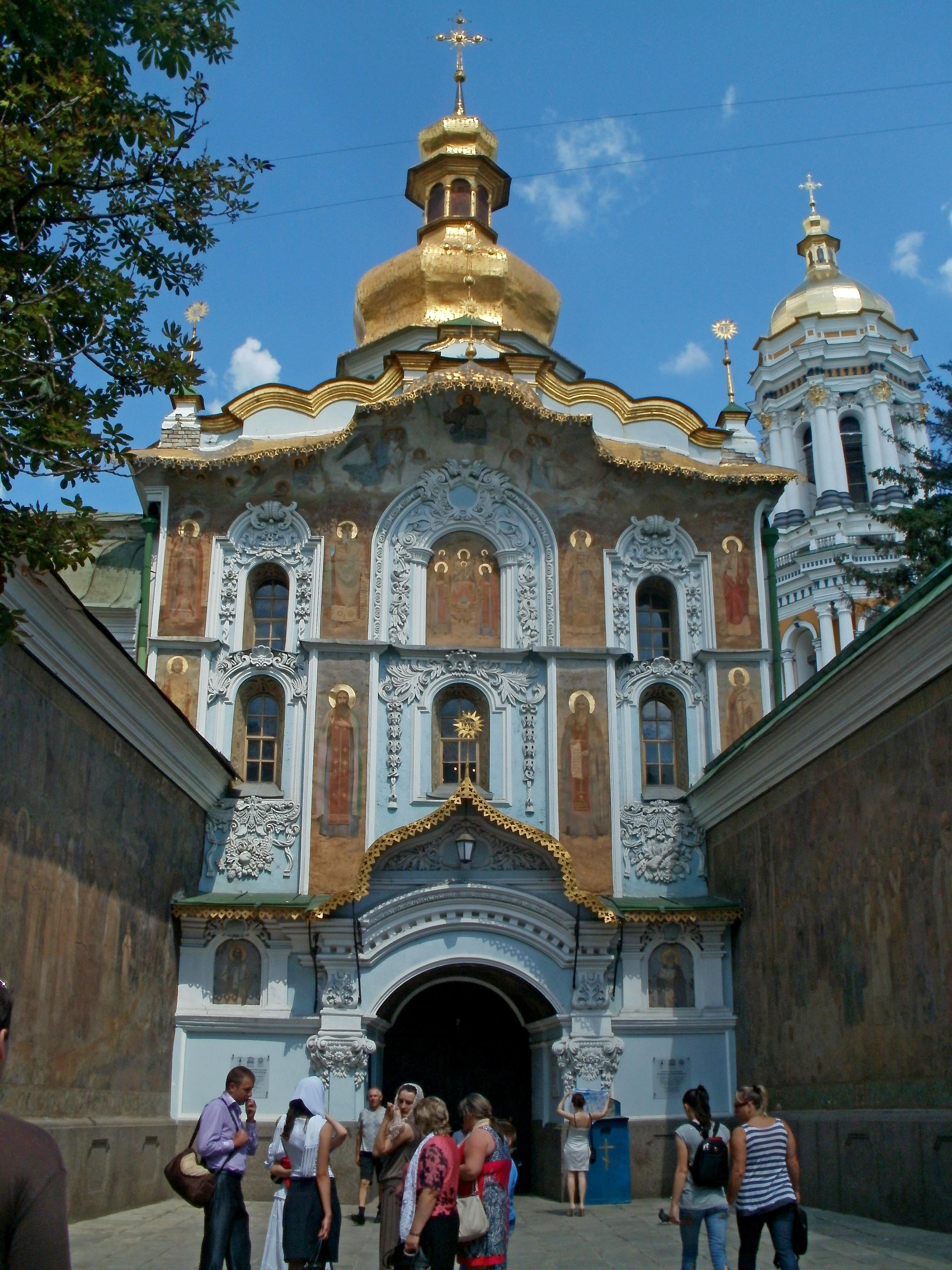
聖三一教堂

烏克蘭巴洛克繪畫的最佳例子，則是基輔佩喬爾斯克修道院和聖三一教堂的教堂繪畫。雕刻的快速發展同樣發生在烏克蘭巴洛克時期。並藉由「進步」利用了象徵、寓言、紋章標誌和華麗裝飾的複雜系統。自17世紀開始，烏克蘭的巴洛克文學也蓬勃發展，這反過來為俄羅斯的世俗文學奠定了基礎。

## 著名建築師
18世紀中葉活躍於加利西亞的烏克蘭巴洛克雕塑家約翰·格奧爾格·平塞爾是2012-2013年在巴黎盧浮宮舉辦的特別展覽的主題。平塞爾的作品展示了其在獨特、精湛的形式表現力和高度個人化的特徵，被公認為歐洲巴洛克雕塑的領軍人物。
以設計聖彼得堡冬宮和沙皇村葉卡捷琳娜宮而聞名的俄羅斯巴洛克建築師弗朗切斯科·巴尔托洛梅奥·拉斯特雷利，同樣也對烏克蘭巴洛克風格做出了貢獻，設計了基輔的聖安德烈教堂和瑪麗亞宮。其中瑪麗亞宮現在被用作烏克蘭總統的官邸。加利西亞-意大利建築師伯納德·梅雷蒂尼則設計圣乔治主教座堂，被乌克兰希腊礼天主教会用作母堂。

## 影響
烏克蘭巴洛克風格的某些特徵影響了17-18世紀在莫斯科的納雷甚金巴洛克運動。同時也推動了現代烏克蘭教堂建築，如圣三一主教座堂等建築的風格設計，儘管烏克蘭巴洛克風格並不典型。但烏克蘭巴洛克風格的元素後來被烏克蘭-加拿大社區作為建造自己社區的教堂的一大參考，適用於加拿大-烏克蘭教堂更典型的木製教堂建築。

## 圖片

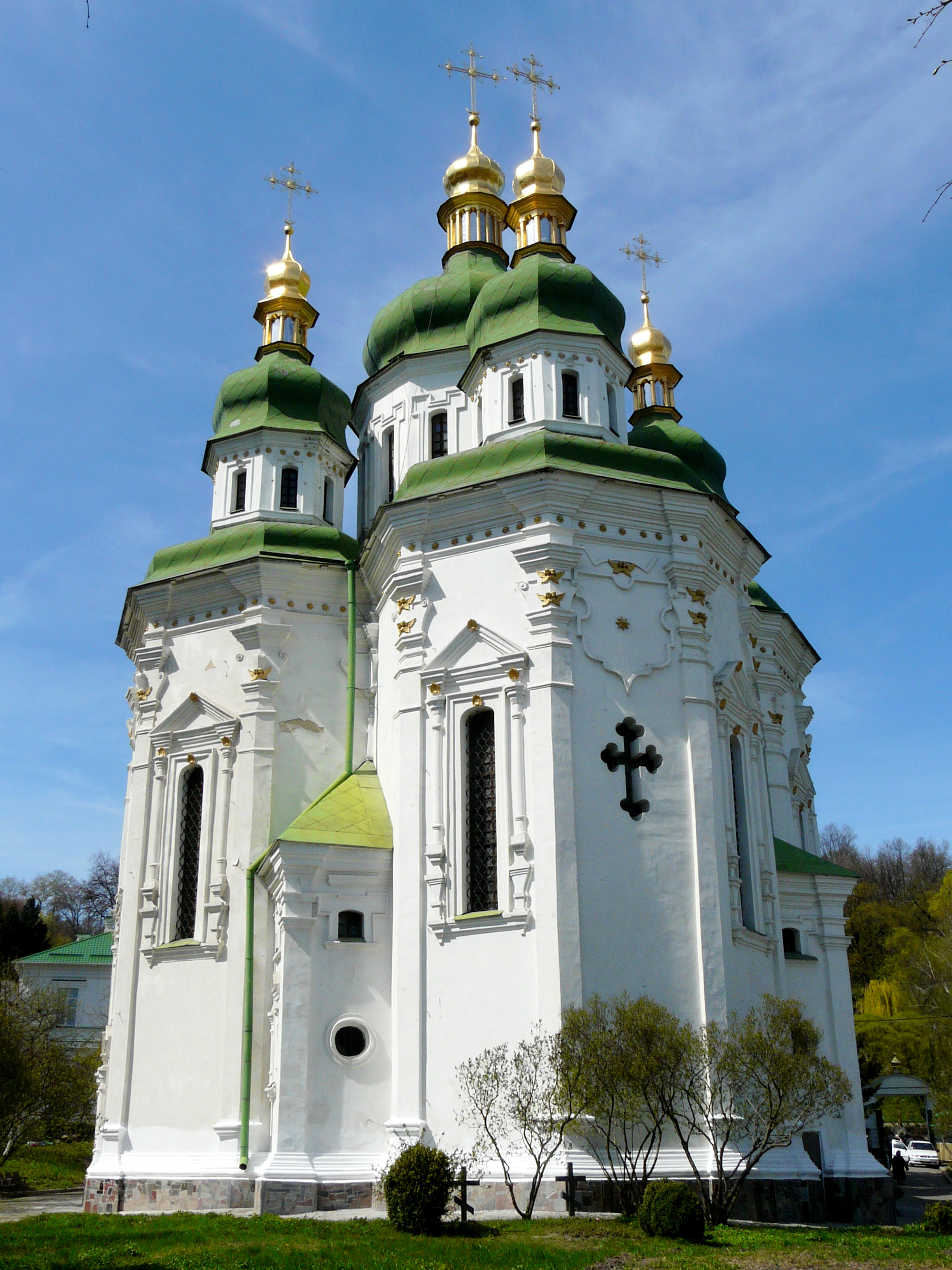
基輔韋多比奇修道院，建於1070年
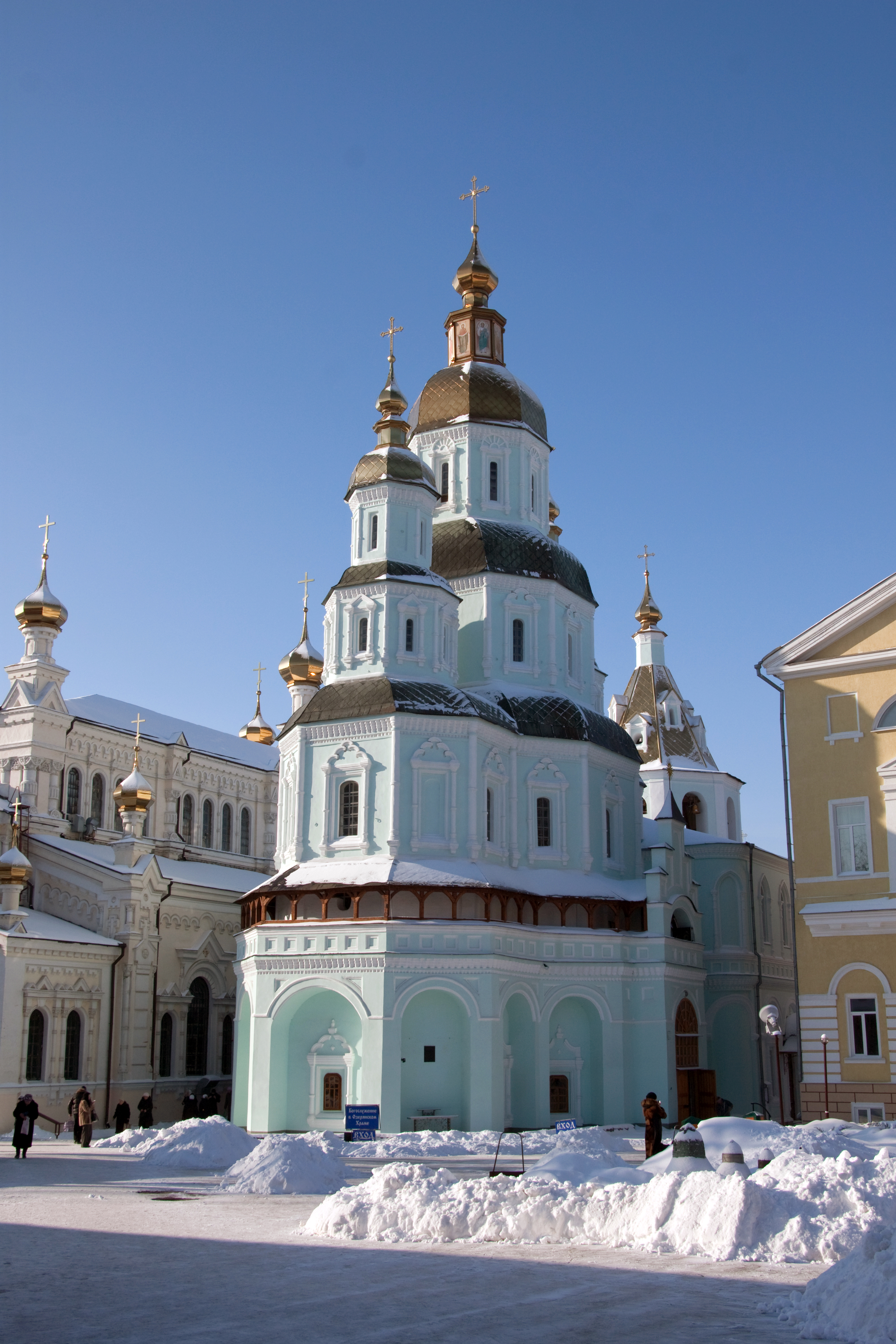
哈爾基夫波克羅夫斯基修道院（英语：Pokrovskyi_Monastery,_Kharkiv），1689年
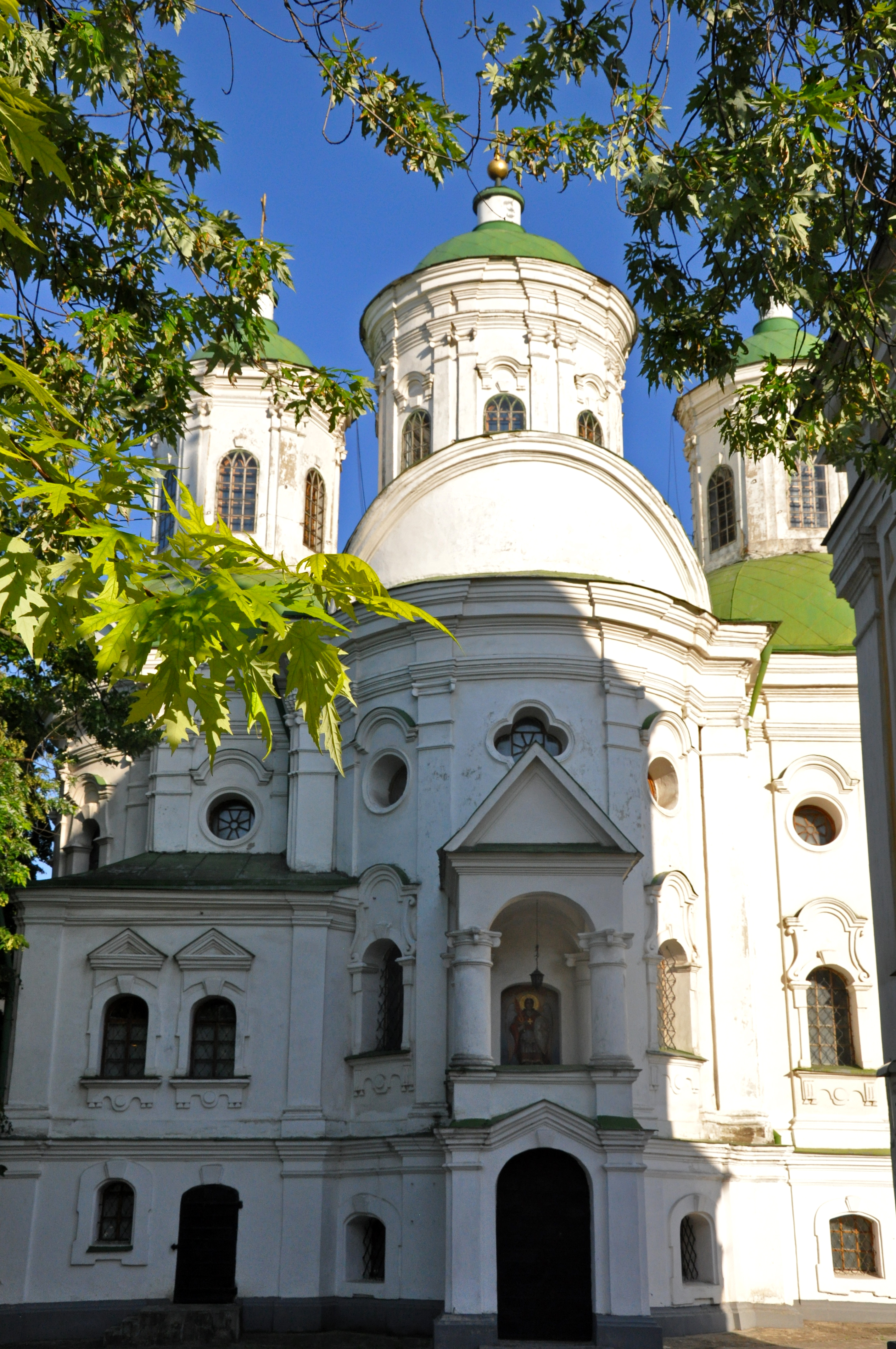
基輔聖代禱波迪利斯克教堂，1766年
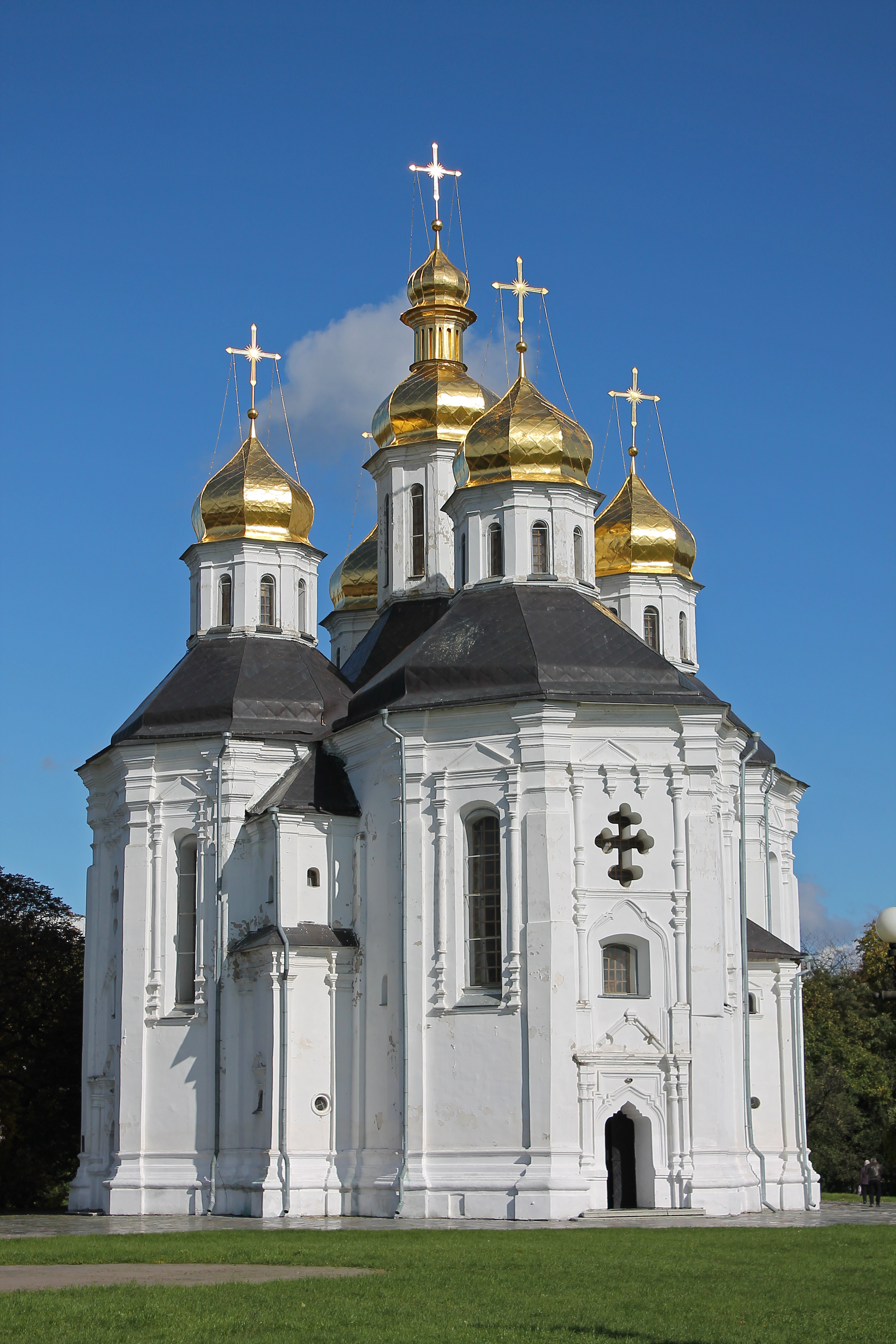
凱瑟琳教堂、切爾尼戈夫、1715年
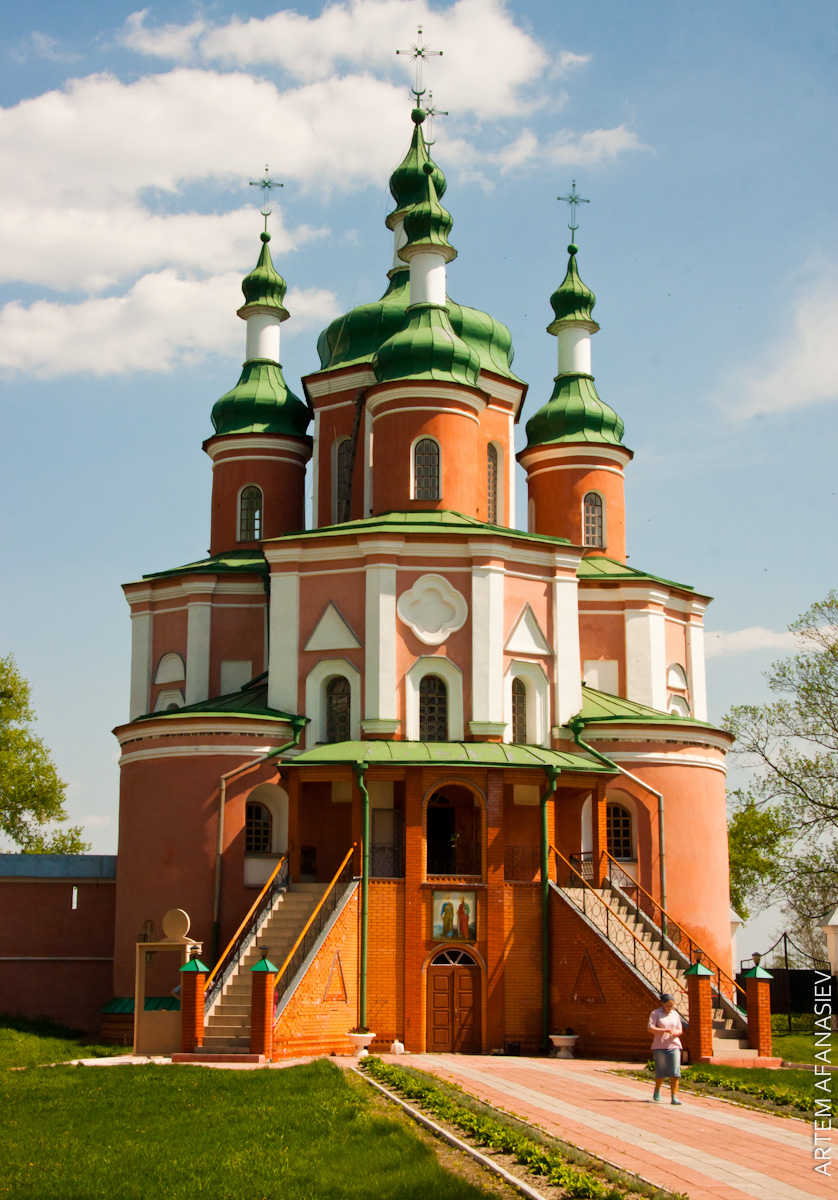
切爾尼戈夫州的胡斯特尼亞修道院、聖彼得和保羅教堂，1693年
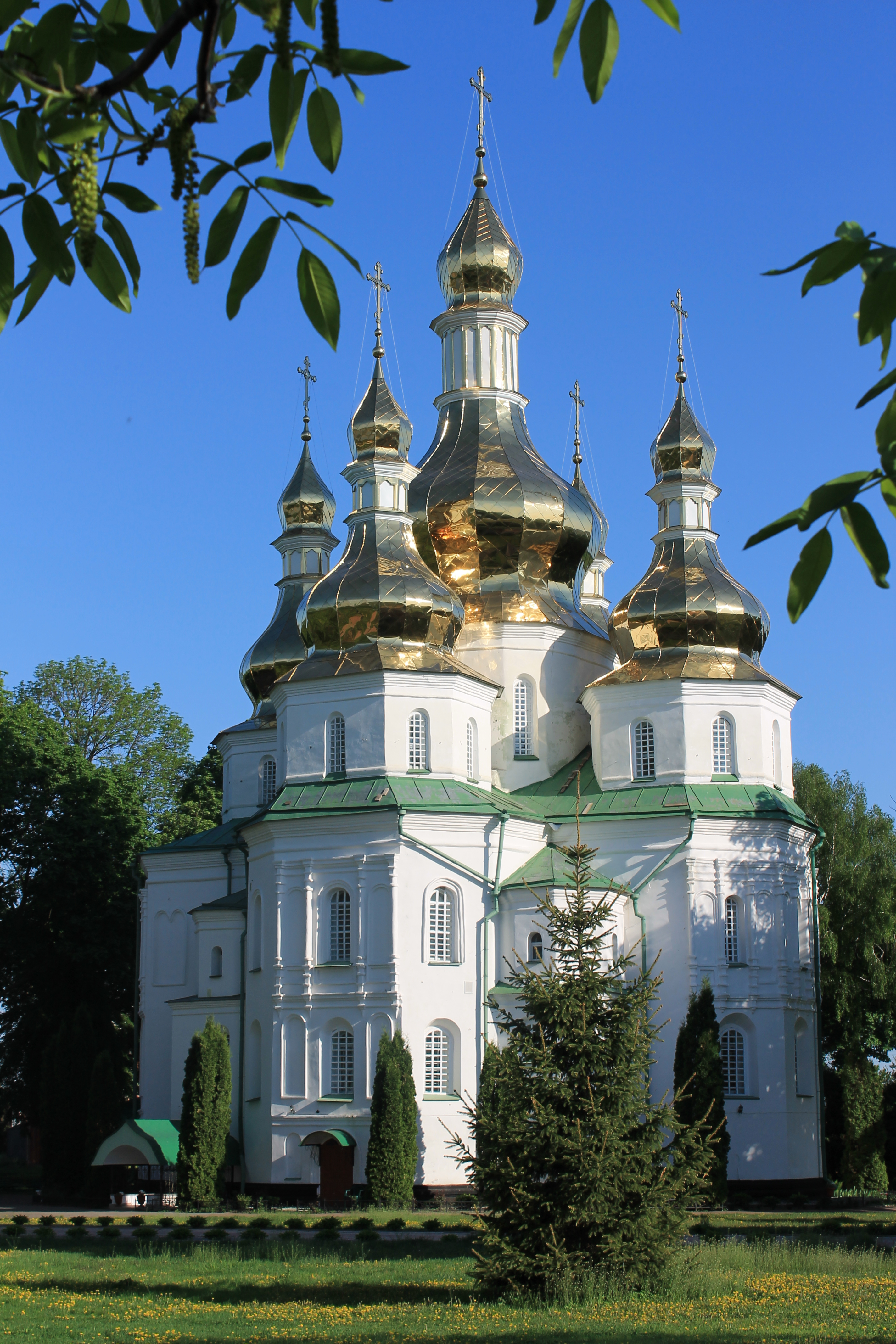
切爾尼戈夫州胡斯特尼亞修道院的三一教堂，1674年
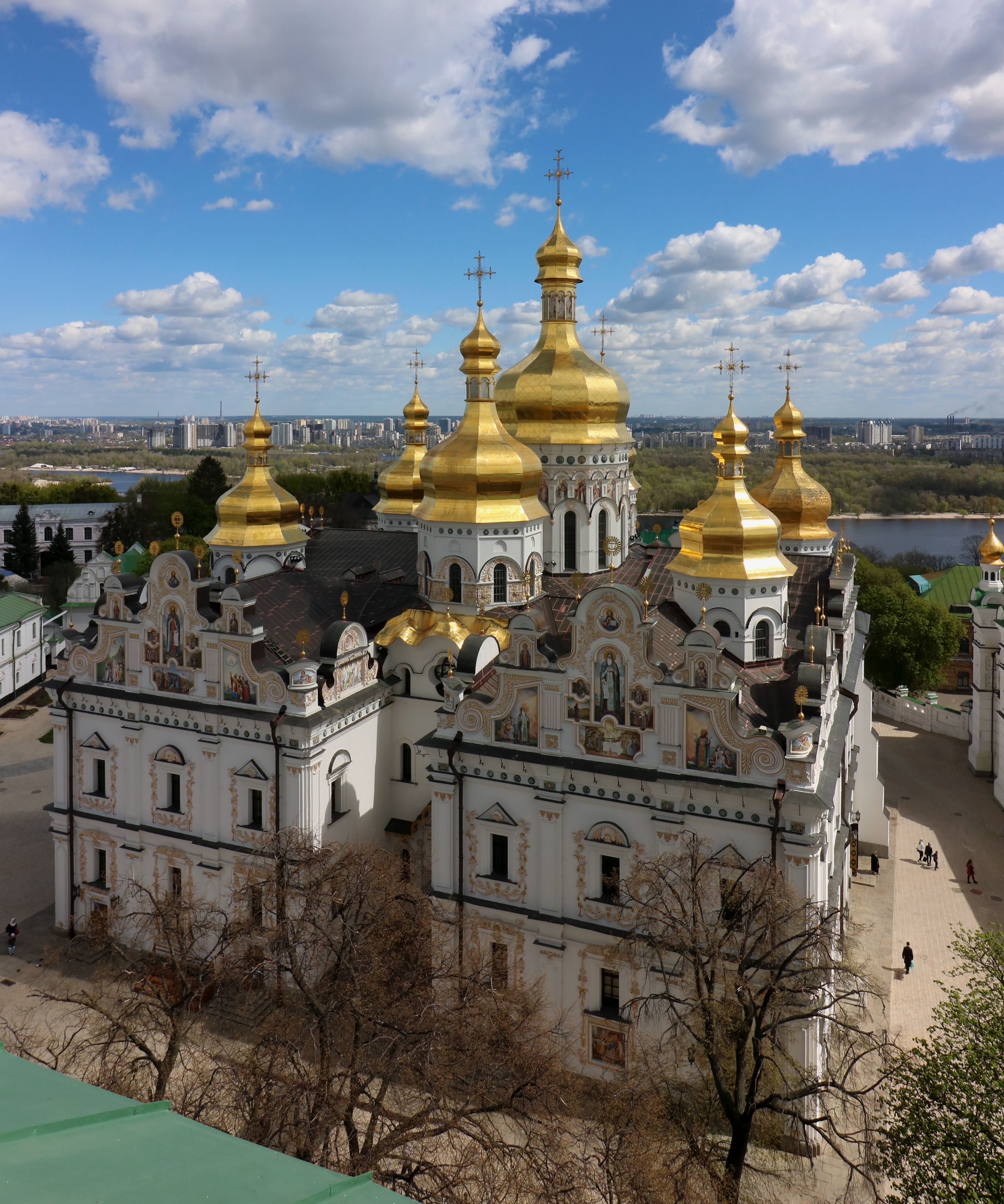
基輔洞窟修道院
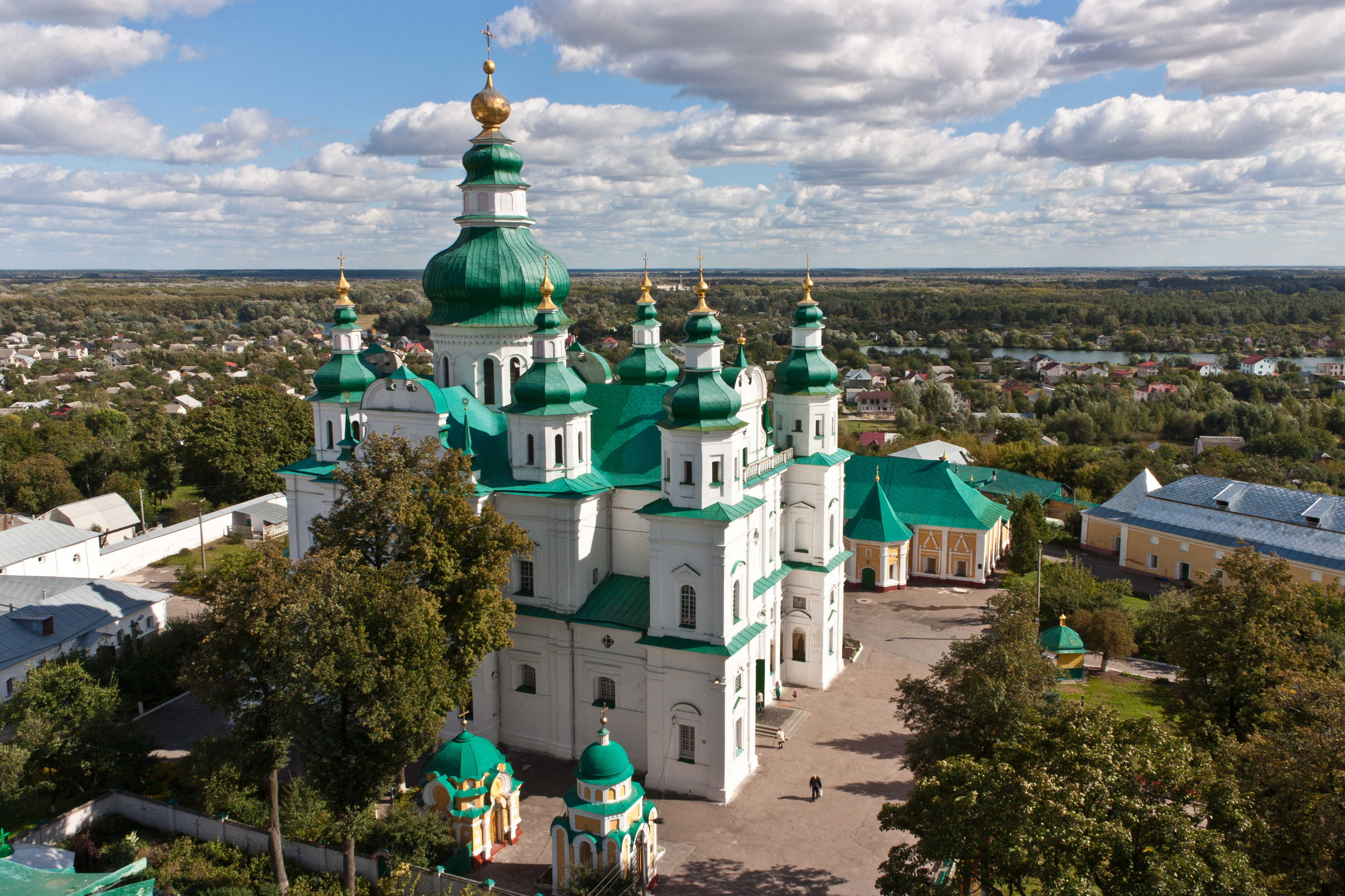
三一教堂、切爾尼戈夫
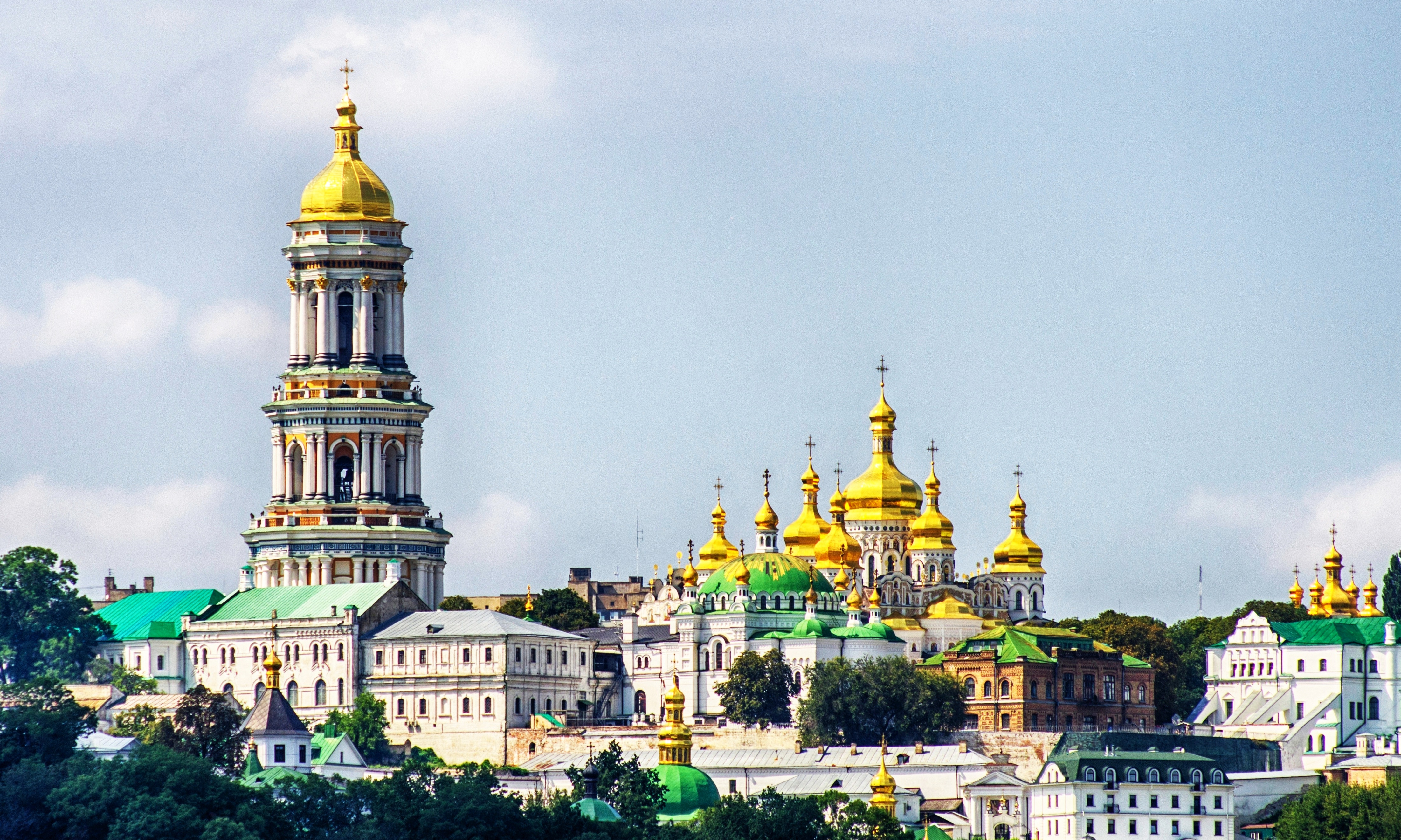
基輔洞窟修道院
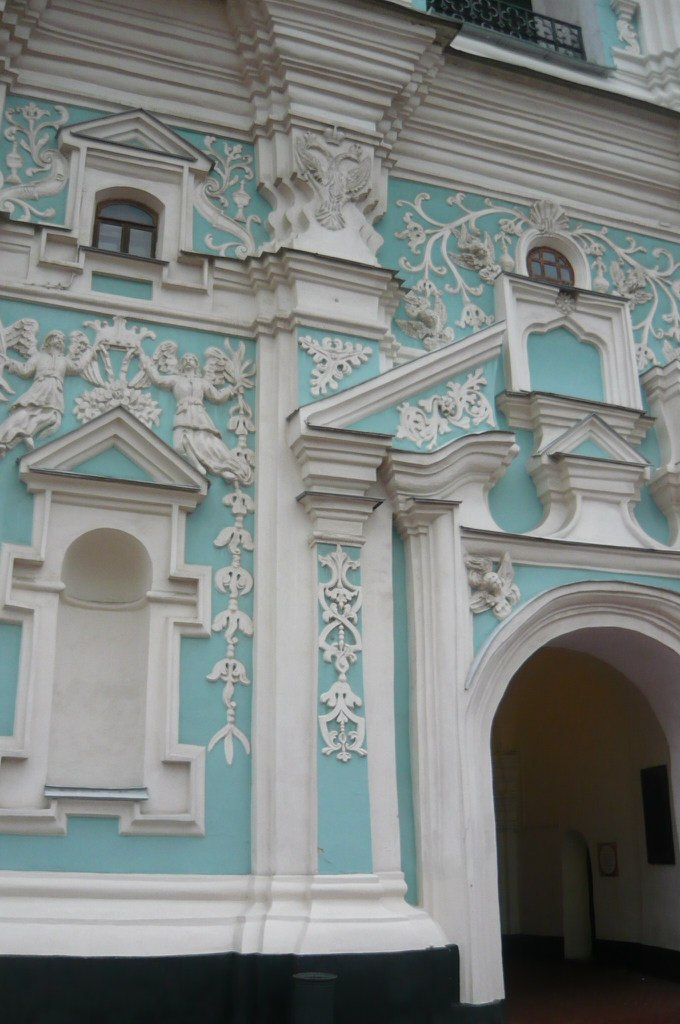
基輔洞窟修道院鐘樓處裝飾
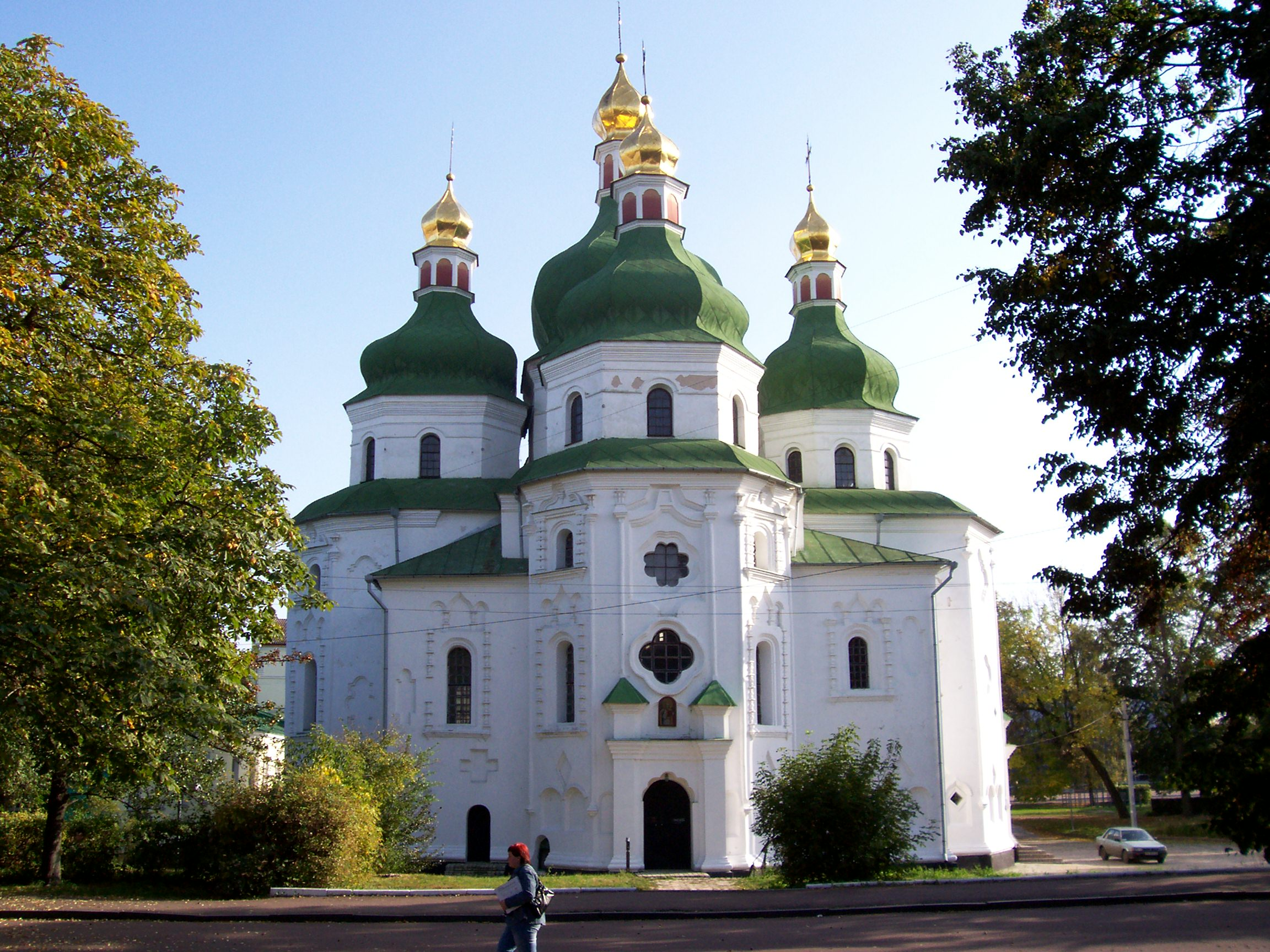
聖尼古拉斯大教堂（英语：St. Nicholas Cathedral, Nizhyn）、尼任，它是烏克蘭最早的巴洛克建築之一（1653年）
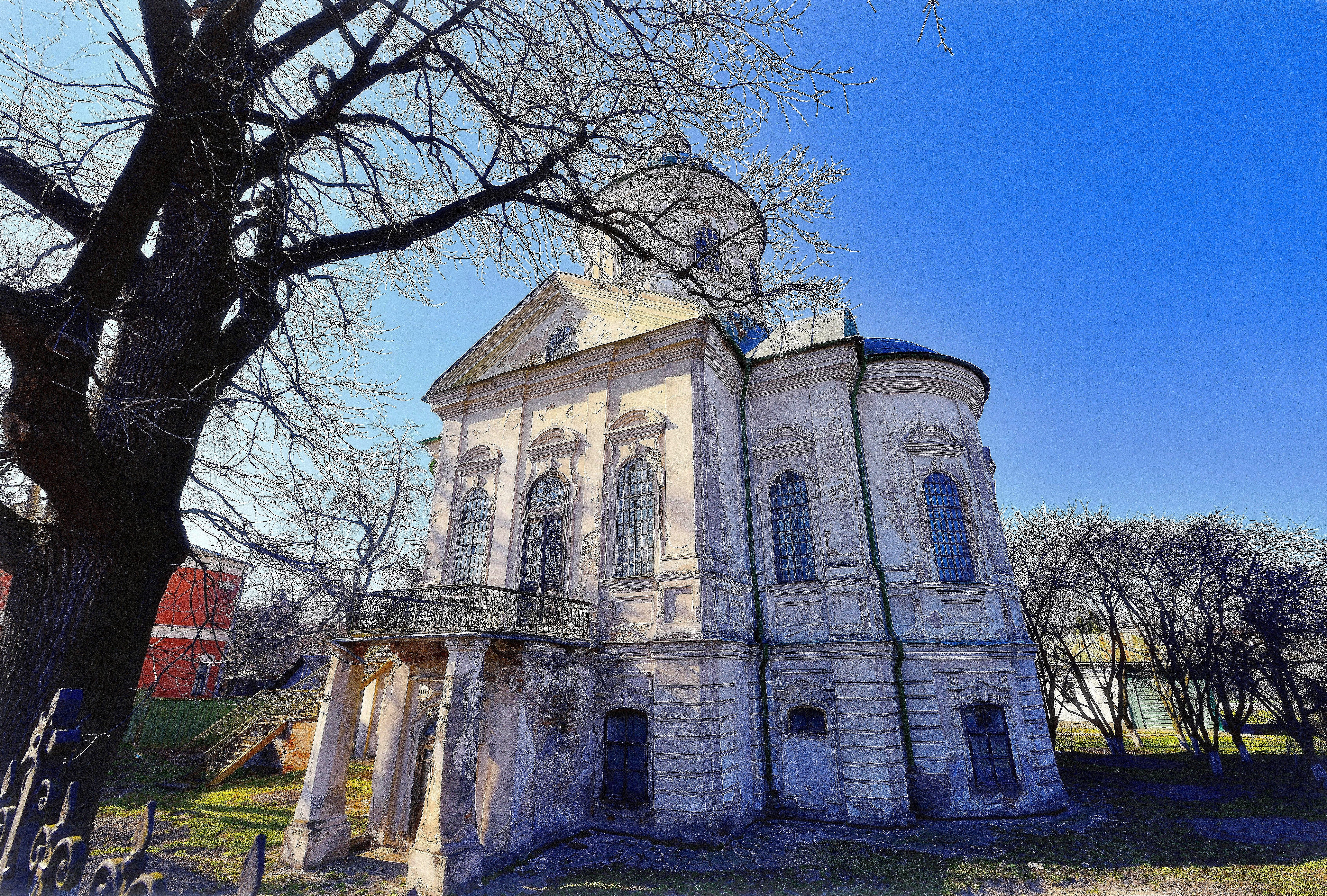
伊凡神學家教堂、尼任、1757年，建築師為伊萬·格里戈羅維奇-巴爾斯基（英语：Ivan Grigorovich-Barsky）。該建築從巴洛克到古典主義有一個明顯的轉變
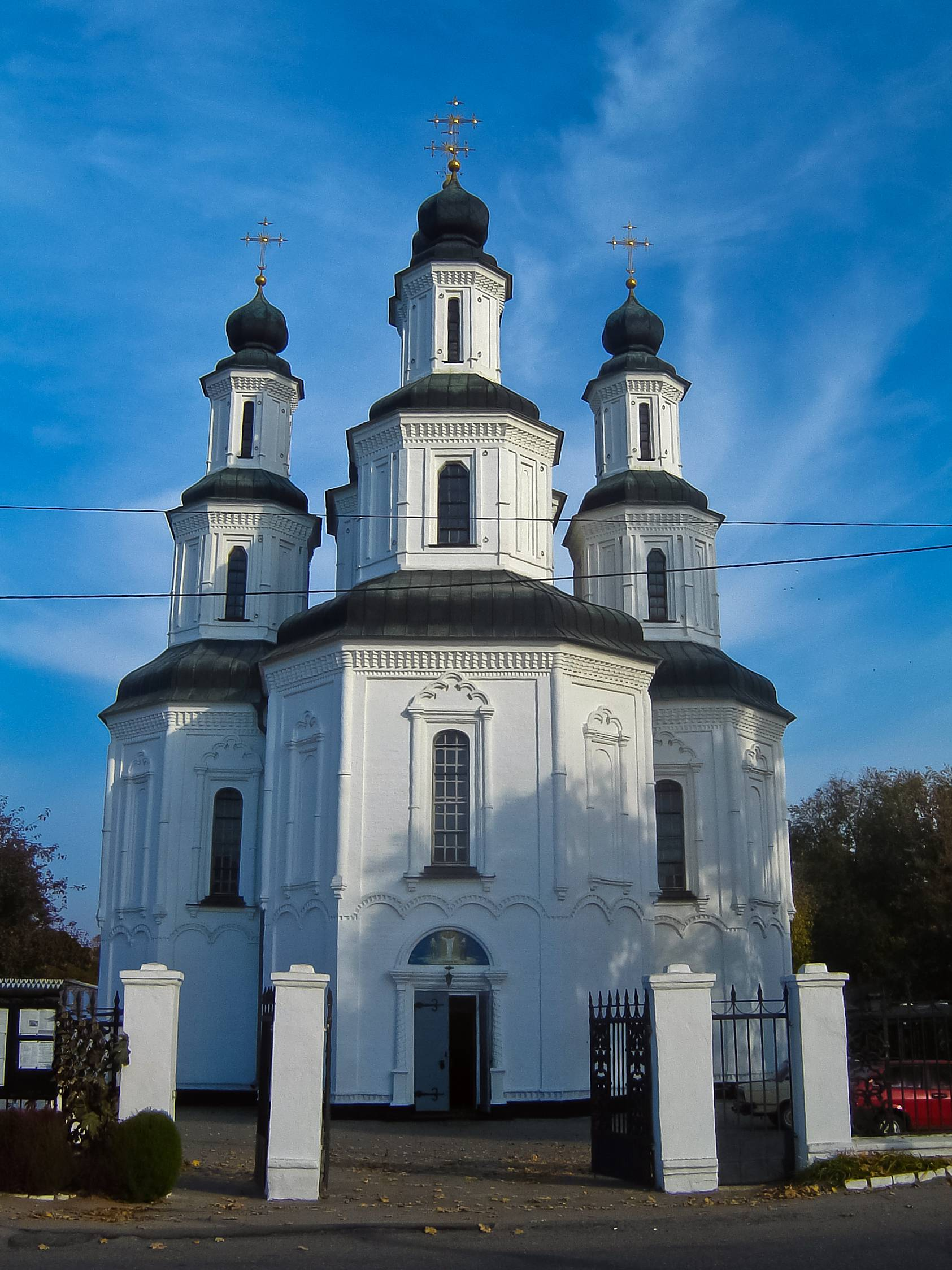
伊久姆聖變容大教堂，1682年
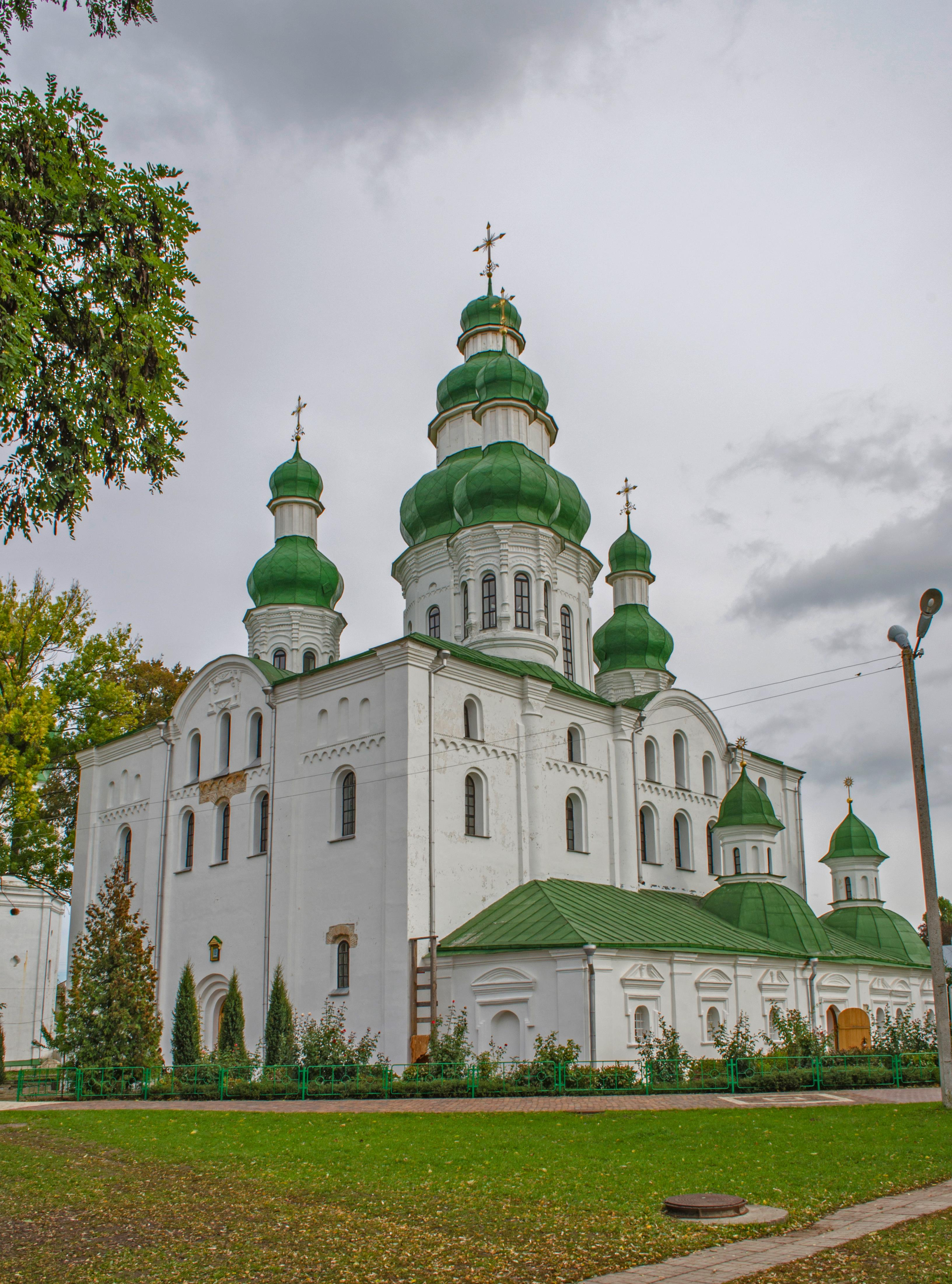
切爾尼戈夫葉萊茨基修道院
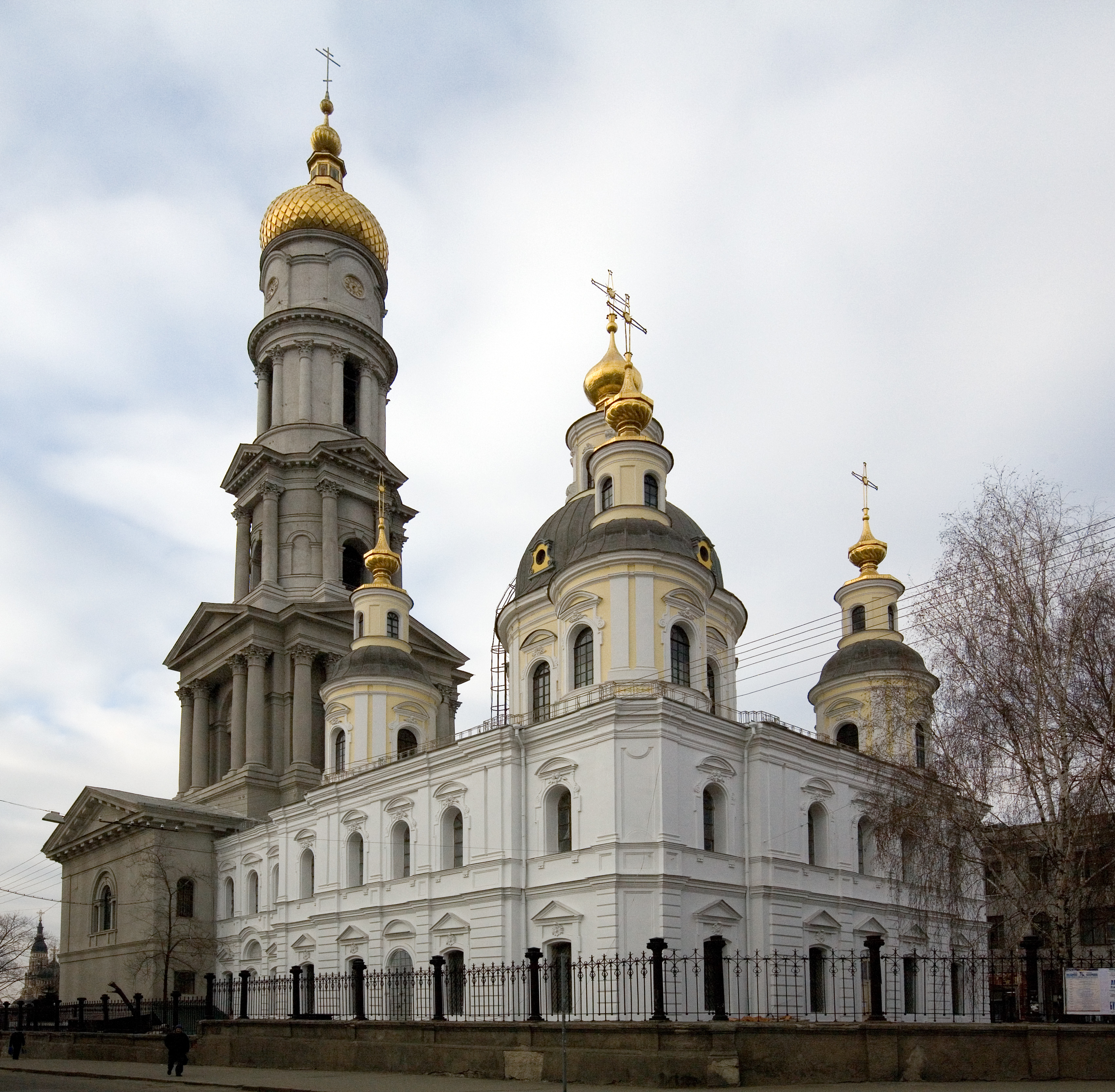
哈爾科夫聖母安息主教座堂
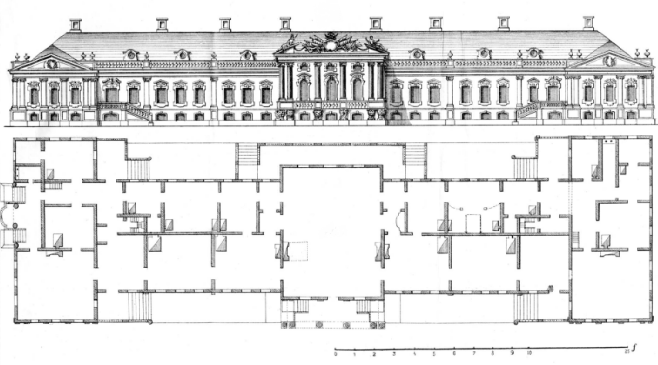
赫盧希夫基里爾·羅祖莫夫斯基宮的設計圖

## 外部連結
- Ukrainian baroque songs and music. Audio files of baroque songs （页面存档备份，存于）
- YouTube上的Ukrainian baroque sculptor 18th century Ivan Georg Pinzel
- Baroque （页面存档备份，存于）（於Encyclopedia of Ukraine （页面存档备份，存于）內）
- Українська гравюра бароко: Майстер Ілля, Олександр Тарасевич, Леонтій Тарасевич, Іван Щирський （页面存档备份，存于） Степовик Д. В.